# Mali op de Olympische Zomerspelen 2012
Mali nam deel aan de Olympische Zomerspelen 2012 in Londen, Verenigd Koninkrijk.
De bokser Mohamed Diaby, ingeschreven in de categorie weltergewicht (-69 kg), nam niet aan de wedstrijd deel.

## Deelnemers en resultaten
(m) = mannen, (v) = vrouwen

### Atletiek
| Olympiër        | Onderdeel        | Resultaat | Prestatie                  |
| --------------- | ---------------- | --------- | -------------------------- |
| Moussa Camara   | 800m (m)         | 45e       | serie 5: 6de in 1.51,36    |
|                 |                  |           |                            |
| Rahamatou Drame | 100 m horden (v) | dsq       | serie 1: gediskwalificeerd |

### Judo
| Olympiër   | Onderdeel  | Resultaat | Prestatie                              |
| ---------- | ---------- | --------- | -------------------------------------- |
| Oumar Koné | -100kg (m) | 17e       | 1ste ronde: V van BRA Correa: waza-ari |

### Taekwondo
| Olympiër          | Onderdeel | Resultaat | Prestatie |
| ----------------- | --------- | --------- | --- |
| Daba Modibo Keïta | +80kg (m) | 5e        | voorronde: W van UZB Irgashev: 13-4 kwartfinale: W van CAN Coulombe-Fortier: 11-6 halve finale: V van ITA Molfetta: 4-6 bronzen finale: V van CUB Despaigne: trok zich terug |

### Zwemmen
| Olympiër             | Onderdeel           | Resultaat | Prestatie              |
| -------------------- | ------------------- | --------- | ---------------------- |
| Mamadou Soumare      | 100m vrije slag (m) | 52e       | serie 1: 1ste in 57,32 |
|                      |                     |           |                        |
| Fatoumata Samassekou | 50m vrije slag (v)  | 62e       | serie 3: 6de in 31,88  |

Afghanistan · Albanië · Algerije · Amerikaanse Maagdeneilanden · Amerikaans-Samoa · Andorra · Angola · Antigua en Barbuda · Argentinië · Armenië · Aruba · Australië · Azerbeidzjan · Bahama's · Bahrein · Bangladesh · Barbados · België · Belize · Benin · Bermuda · Bhutan · Bolivia · Bosnië en Herzegovina · Botswana · Brazilië · Britse Maagdeneilanden · Brunei · Bulgarije · Burkina Faso · Burundi · Cambodja · Canada · Centraal-Afrikaanse Republiek · Chili · China · Chinees Taipei · Colombia · Comoren · Congo-Brazzaville · Congo-Kinshasa · Cookeilanden · Costa Rica · Cuba · Cyprus · Denemarken · Djibouti · Dominica · Dominicaanse Republiek · Duitsland · Ecuador · Egypte · El Salvador · Equatoriaal-Guinea · Eritrea · Estland · Ethiopië · Fiji · Filipijnen · Finland · Frankrijk · Gabon · Gambia · Georgië · Ghana · Grenada · Griekenland · Groot-Brittannië · Guam · Guatemala · Guinee · Guinee‑Bissau · Guyana · Haïti · Honduras · Hongarije · Hongkong · Ierland · IJsland · India · Indonesië · Irak · Iran · Israël · Italië · Ivoorkust · Jamaica · Japan · Jemen · Jordanië · Kaaimaneilanden · Kaapverdië · Kameroen · Kazachstan · Kenia · Kirgizië · Kiribati · Koeweit · Kroatië · Laos · Lesotho · Letland · Libanon · Liberia · Libië · Liechtenstein · Litouwen · Luxemburg · Macedonië · Madagaskar · Malawi · Maldiven · Maleisië · Mali · Malta · Marshalleilanden · Marokko · Mauritanië · Mauritius · Mexico · Micronesië · Moldavië · Monaco · Mongolië · Montenegro · Mozambique · Myanmar · Namibië · Nauru · Nederland · Nepal · Nicaragua · Nieuw-Zeeland · Niger · Nigeria · Noord-Korea · Noorwegen · Oeganda · Oekraïne · Oezbekistan · Oman · Oostenrijk · Oost-Timor · Pakistan · Palau · Palestina · Panama · Papoea-Nieuw-Guinea · Paraguay · Peru · Polen · Portugal · Puerto Rico · Qatar · Roemenië · Rusland · Rwanda · Saint Kitts en Nevis · Saint Lucia · Saint Vincent en Grenadines · Salomonseilanden · Samoa · San Marino · Sao Tomé en Principe · Saoedi-Arabië · Senegal · Servië · Seychellen · Sierra Leone · Singapore · Slovenië · Slowakije · Soedan · Somalië · Spanje · Sri Lanka · Suriname · Swaziland · Syrië · Tadzjikistan · Tanzania · Thailand · Togo · Tonga · Trinidad en Tobago · Tsjaad · Tsjechië · Tunesië · Turkije · Turkmenistan · Tuvalu · Uruguay · Vanuatu · Venezuela · Verenigde Arabische Emiraten · Verenigde Staten · Vietnam · Wit-Rusland · Zambia · Zimbabwe · Zuid-Afrika · Zuid-Korea · Zweden · Zwitserland · Onafhankelijke atleten